# 1937 Локарно
1937 Локарно (1937 Locarno) — астероїд головного поясу, відкритий 19 грудня 1973 року.
Тіссеранів параметр щодо Юпітера — 3,492.